# Sîdorî, Ovruci
Sîdorî (în ucraineană Сидори) este un sat în comuna Kolesnîkî din raionul Ovruci, regiunea Jîtomîr, Ucraina.

## Demografie
Componența lingvistică a localității Sîdorî
     Ucraineană (100%)
Conform recensământului din 2001, toată populația localității Sîdorî era vorbitoare de ucraineană (100%).